# Zacharias Adrian
Zacharias Adrian es un DJ y productor alemán, también conocido como Zachi y Zac McCrack. Es principalmente conocido por ser un miembro fundador del proyecto musical ItaloBrothers, junto a Kristian Sandberg.

## Primeros años
Zac nació en 1983, en la ciudad alemana de Colonia (Alemania). En su adolescencia se mudó a Nordhorn, donde conoció a Kris, unos años más mayor que él; y posteriormente al joven cantante Matze (Matthias Metten), que también forma parte de ItaloBrothers.

## ItaloBrothers
Zac y Kris ya se habían conocido en la Universidad, en los Países Bajos, en donde en numerosas ocasiones habían formado equipo para escribir numerosas canciones de pop y rock, y tras ganar experiencia en diferentes grupos musicales.
En 2005, Zac decidió unirse a Kris para crear un proyecto en el que volcar juntos toda su energía y experiencia como productores, y con el lanzamiento de su primer single "The Moon", en ese mismo año, ya comenzaron a ser considerados pioneros de una nueva era de Italo-dance.